# シェイクスピアによる影響

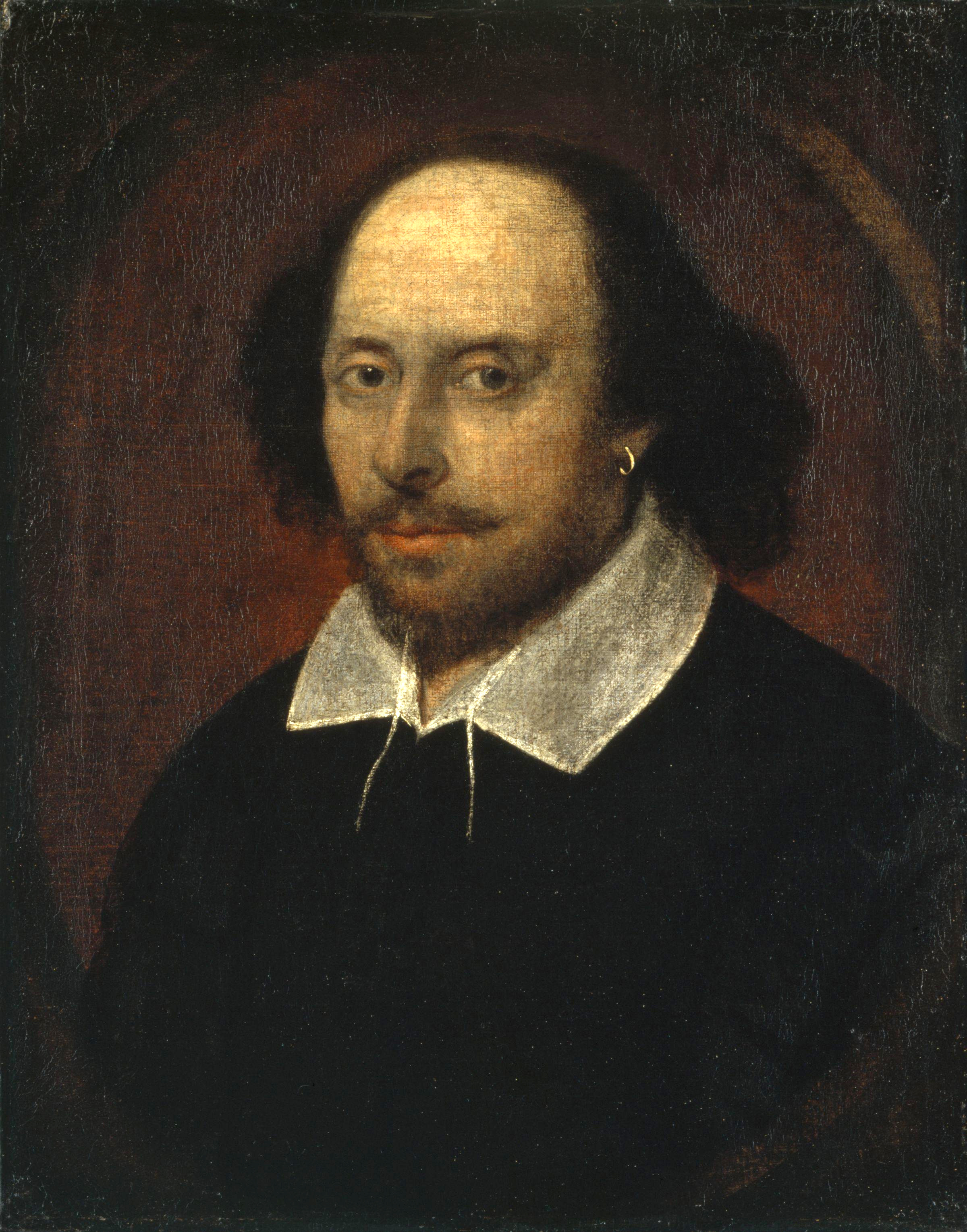
ウィリアム・シェイクスピア

シェイクスピアによる影響（Shakespeare's influence）は演劇や文学から現在の映画や西洋哲学、英語そのものに拡大した。ウィリアム・シェイクスピアは英語言語の歴史や世界の優れた劇作家において最も素晴らしい作家として広く認められた。シェイクスピアはヨーロッパの演劇を変えた。彼は演技、構想、言語、ジャンルにおいての革新を通して成し遂げることについて拡大した期待によってヨーロッパの演劇を変えた。 シェイクスピアの作品はまた年間を通してハーマン・メルヴィルチャール・ズディケンズマヤ・アンジェロウを含む多くの小説家や詩人に影響を与え、今日まで、新しい作家に影響を与え続けている。シェイクスピアは聖書の様々な作家の後で英語が母語である世界の歴史で最も引用される作家である。彼の引用や新語は英語やほかの言語で毎日の語法に使われた。

## 演劇への影響
シェイクスピアの作品はその後の演劇に多くの影響をもたらしてきた。シェイクスピアは西洋文学においてもっとも敬愛される作品をいくつも作った。『マクベス』、『 ハムレット』、『リア王』がなどが高く評価されている。そして、構想や言語を通して成し遂げることについて拡大する期待によって英語の演劇は変わった。  "劇の構想の中で完全な演技"シェイクスピアは特にハムレットのような作品で もし主人公が何らかの形で変わっていたら、 劇の構想はすべて変える。『ロミオとジュリエット』ではシェイクスピアは悲劇と喜劇を混ぜたロマンチックな悲劇という新しいジャンルを作った。（シェイクスピア以前の時代ではロマンスは悲劇にはふさわしくないと考えられていた)。 彼のモノローグを通して、シェイクスピアは演劇がどのようにして演者の内的な動機と葛藤を探るか見せた。シェイクスピアまでモノローグは劇で"紹介(配役)、情報を伝える、説明を与える、植物を明らかにする”ためによく使われていた。

## ヨーロッパやアメリカ文学への影響
シェイクスピアはハーマン・メルヴィル 、チャールズ・ディケンズ、 トーマ・スハーディそしてウィリアム・フォークナー  などの多くの作家に影響をもたらした。ディケンズの作品のいたるところでシェイクスピアの引用が多くあることを含む影響の例やディケンズの少なくとも25の題名がシェイクスピアから抜かれていることも事実である 。またメルヴィルは『白鯨』で正式な演劇の方向、拡大された演劇を含むシェイクスピアの表現をしばしば使った。事実シェイクスピアがメルヴィルの小説の主な敵対者キャプテンアハブにもたらした影響は古典的なシェイクスピアの悲劇の象徴 "素晴らしい男は彼の失敗によって倒された"であった。シェイクスピアはまた多くの英語の詩にも影響をもたらした。特に自意識に悩まされたサミュエル・テイラー・コールリッジのようなロマン主義の詩にも影響をもたらした。シェイクスピアの現代のテーマは『ハムレット』のような演劇を予期した。シェイクスピアの作品は1800年代の詩に非常に大きな影響を与え、評論家ジョージ・スタイナーは英語詩的ドラマをコールリッジからテニーソンまで”シェイクスピアのテーマの微妙なバリエーション"と呼んだ。

## 英語への影響
シェイクスピアの作品は英語全体に大きく影響した。シェイクスピアの時代の前やその間、文法や英語の規則が規格化されていなかった 。しかし17世紀の終わりや18世紀にシェイクスピアの作品が人気になると、それらは英語の規格化の一助をした。また、多くのシェイクスピアの言葉やフレーズが英語に埋め込まれた。特にサミュエル・ジョンソンの英語の辞書のような企画ではほかの作家よりもシェイクスピアのほうが多く引用されている。彼は新しい単語やフレーズを導入することによって英語の範囲を拡大した。無韻詩を試み、また新しい詩や文法の構成を導入した。彼はまた『ヘンリー五世』や『真夏の夜の夢』という彼の作品の文章で最初に見られた"swagger"から由来している"swag”という単語のような21世紀によく使われた言葉遣いを傑出した。

### 語彙
シェイクスピアの英語への素晴らしい貢献は言語をより生き生きとさせ、表現を豊かにした新しい単語やフレーズの導入をすべきであった。シェイクスピアによって作り出された単語の数はおおよそ数千であった。キングウォーレンは "彼のすべての作品において – 演劇、ソネットや物語形式の詩 – シェイクスピアは17677単語使った: そのうちの1700単語はシェイクスピアによって初めて使われた。"といい明らかにした。 彼はまた古典的な文学や外国の言語を借りたことで知られている。彼は "名詞を動詞に、動詞を形容詞に、つながった言葉を一緒に使うのはこれまでになかった。接頭辞や接尾辞を追加し、完全にオリジナルな言葉を工夫する。"によってこれらの言葉を作った。シェイクスピアのオリジナルのフレーズの多くは今日の会話や言語にいまだに使われている 。これらには"見通しの良い日、奇妙な仲間、 残念な光景" そして "完全な円" が含まれるが、これらには限定されない。シェイクスピアはほかの時代に作られた英語の単語に比べてかなりの量の単語を英語に加えた。シェイクスピアはより発展させた方法や不正確で無意識の言語ではなく言語を構成することを助けた。エリザベス朝英語で書かれたとき文体上話されている英語にとても近かった。表現を縛っていた規定された文法がなかったのでその自然らしさは力や自由を与えた。文学において、規定された文法のルールの欠如があいまいさを生んだ一方でまた"表現の自由" や "表現の鮮やかさ"を作る感銘深い鮮やかさや感情を表現した。 シェイクスピアの作品は入り組んだ言語の豊富さが使われ、10音節で構成された散文や詩が大半に達し、その結果、 "二つの方法は経験によって学んだり、広く普及したりするあいだで絶えず変化する。同時にシェイクスピアの言語を伝えることで独特な気配や雄大な威厳のくみあわせが作り出す。"のである。シェイクスピアが多くの新しい言葉を作ったのは真実であるが、 (オックススフォード英語辞典に2000以上記録されている)、『ナショナルジオグラフィック』の記事では"Shakespeare’ｓ'NativeEnglish '”を書いた歴史家ジョナサン・ホープは "OEDの最初の教育のためのシェイクスピアに特別な注意を払った文章を読んだ厳格な学者は、彼の文章は全体的により読みやすくなり、より多く引用した、。そして彼は最初に単語や単語の感覚を認められたが、実際にはほかの作家にもみられる。"ということを発見した。

## 参照
1. ↑  Reich, John J.; Cunningham, Lawrence S. (2005), Culture And Values: A Survey of the Humanities, Thomson Wadsworth, p. 102, ISBN 9780534582272
2. ↑  “William Shakespeare”. MSN Encarta Online Encyclopedia. 2008年4月10日時点のオリジナルよりアーカイブ. 2007年6月14日閲覧.
3. ↑  “William Shakespeare”. Encyclopædia Britannica Online.   Encyclopædia Britannica. 2007年6月14日閲覧。
4. ↑  “William Shakespeare”. Columbia Electronic Encyclopedia. 2007年6月14日閲覧。
5. 1 2  Miola, Robert S. (2000). Shakespeare's Reading. Oxford University Press
6. ↑  Chambers, Edmund Kerchever (1944). Shakespearean Gleanings. Oxford University Press. p. 35
7. ↑  Mazzeno, Laurence W.; Frank Northen Magilsadasdasdls; Dayton Kohler (1996) [1949]. Masterplots: 1,801 Plot Stories and Critical Evaluations of the World's Finest Literature. Salen Press. p. 2837
8. ↑  Hovde, Carl F. "Introduction" Moby-Dick by Herman Melville, Spark Publishing, 2003, page xxvi.
9. ↑  Gager, Valerie L. (1996). Shakespeare and Dickens: The Dynamics of Influence. Cambridge University Press. p. 163
10. ↑  Sawyer, Robert (2003). Victorian Appropriations of Shakespeare. Cranberry, NJ: Associated University Presses. p. 82. ISBN 0-8386-3970-4
11. ↑  “William Shakespeare” (英語). www.litencyc.com. 2022年11月8日閲覧。
12. ↑  Foakes, Mary; Foakes, Reginald, eds (1998-05). The Columbia Dictionary of Shakespeare Quotations. Columbia University Press. ISBN 978-0-231-10434-0
13. ↑  Gaskell, Philip (1998). Landmarks in English Literature. Edinburgh University Press. pp. 13–14
14. ↑  Brown, Calvin Smith; Harrison, Robert L. Masterworks of World Literature Holt, Rinehart and Winston, 1970, page 4.
15. ↑  Chambers, Edmund Kerchever (1944). Shakespearean Gleanings. Oxford University Press. pp. 35
16. ↑  Mazzeno, Laurence W.; Frank Northen Magills; Dayton Kohler (1996) [1949]. Masterplots: 1,801 Plot Stories and Critical Evaluations of the World's Finest Literature. Salen Press. pp. 2837
17. ↑  Frye, Roland Mushat Shakespeare Routledge, 2005, page 118.
18. ↑  Levenson, Jill L. "Introduction" to Romeo and Juliet by William Shakespeare, Oxford University Press, 2000, pages 49–50.
19. ↑  Clemen, Wolfgang H., Shakespeare's Soliloquies Routledge, 1987, page 179.
20. 1 2  Hovde, Carl F. "Introduction" Moby-Dick by Herman Melville, Spark Publishing, 2003, page xxvi.
21. ↑  Gager, Valerie L. (1996). Shakespeare and Dickens: The Dynamics of Influence. Cambridge University Press. p. 163
22. ↑  Millgate, Michael and Wilson, Keith, Thomas Hardy Reappraised: Essays in Honour of Michael Millgate University of Toronto Press, 2006, 38.
23. ↑  Kolin, Philip C.. Shakespeare and Southern Writers: A Study in Influence. University Press of Mississippi. p. 124
24. ↑  Gager, Valerie L. (1996). Shakespeare and Dickens: The Dynamics of Influence. Cambridge University Press. p. 251
25. ↑  Gager, Valerie L. (1996). Shakespeare and Dickens: The Dynamics of Influence. Cambridge University Press. p. 186
26. ↑  Bryant, John. "Moby Dick as Revolution" The Cambridge Companion to Herman Melville Robert Steven Levine (editor). Cambridge University Press, 1998, page 82.
27. 1 2  Dotterer, Ronald L. (1989). Shakespeare: Text, Subtext, and Context. Susquehanna University Press. p. 108
28. ↑  Introduction to Hamlet by William Shakespeare, Barron's Educational Series, 2002, page 12.
29. ↑  Lynch, Jack. Samuel Johnson's Dictionary: Selections from the 1755 Work that Defined the English Language. Delray Beach, FL: Levenger Press (2002), page 12.
30. ↑  Mabillard, Amanda. Why Study Shakespeare? Shakespeare Online. 20 Aug 2000. (date when you accessed the information) < http://www.shakespeare-online.com/biography/whystudyshakespeare.html >.
31. ↑  “20 Words We Owe to Shakespeare” (英語). (2013年1月31日) 2018年11月8日閲覧。
32. ↑  “Words Shakespeare Invented: List of Words Shakespeare Invented”.   Nosweatshakespeare.com. 2011年12月10日閲覧。
33. 1 2  Borris Ford, ed (1955). The Age of Shakespeare. Great Britain: Penguin Books. pp. 16,51,54,55,64,71,87,179,184,187,188,197
34. ↑  “Words Shakespeare Invented”.   Shakespeare-online.com (2000年8月20日). 2011年12月10日閲覧。
35. ↑  “Phrases coined by William Shakespeare”.   The Phrase Finder. 2012年7月31日閲覧。
36. ↑  “Shakespeare's Coined Words Now Common Currency”.  National Geographic Society (2004年4月22日). 2012年7月31日閲覧。
37. ↑  A.W. Ward; A.R. Waller; W.P. Trent et al., eds (2000). “XX. The Language from Chaucer to Shakespeare – 11. Elizabethan English as a literary medium”. The Cambridge history of English and American literature: An encyclopedia in eighteen volumes. III. Renascence and Reformation. Cambridge, England: University Press. ISBN 1-58734-073-9
38. ↑  Jucker, Andreas H. History of English and English Historical Linguistics. Stuttgart: Ernst Klett Verlag (2000), page 51.
39. ↑  “Shakespeare's Coined Words Now Common Currency”.   News.nationalgeographic.com (2010年10月28日). 2011年12月10日閲覧。